# Vlag van Centre-Val de Loire

Vlag van Centre-Val de Loire

De vlag van Centre-Val de Loire bestaat uit een witte achtergrond waarop het regionale logo is afgebeeld. In 2015 is er geen vlag voor de administratieve regio Centre-Val de Loire.
Wel is er het embleem, dat gebaseerd is op het logo dat geregistreerd is door de regionale raad. Het werd ontworpen in 1987 en toont een blauw hart op een witte achtergrond dat de kaart van Frankrijk doorboort. Het onderging verschillende verbeteringen tot 2015, toen het werd vervangen door een nieuwe bij de reorganisatie van de regio's.

## Historische vlag

Historische vlag van Centre-Val de Loire

De historische vlag (vroeger "Centre" genoemd) bestaat uit een blauw veld met drie gouden leur-de-lys onder een witte barensteel, omringd door een rode en witte rand. Het combineert de vlaggen van de historische provincies Berry, Orléanais en Touraine.

Vlag van Berry
Vlag van Orléanais
Vlag van Touraine